# Jana Primožič
Jana Primožič, slovenska političarka, poslanka in ekonomistka, * 1963.

## Življenjepis
Leta 1992 je bila izvoljena v 1. državni zbor Republike Slovenije; v tem mandatu je bila članica naslednjih delovnih teles:
- Komisija po Zakonu o nezdružljivosti opravljanja javne funkcije s pridobitno dejavnostjo (predsednica); od 19. septembra 1996),
- Komisija za lokalno samoupravo,
- Komisija za žensko politiko,
- Odbor za finance in kreditno-monetarno politiko in
- Odbor za znanost, tehnologijo in razvoj (od 25. maja 1995).